# 伴昭彦
伴 昭彦（ばん あきひこ、1931年2月2日 - 2023年12月4日）とは、日本の弁護士。新潟県弁護士会会長、日本弁護士連合会常務理事、新潟明訓高等学校理事長を務めた。新潟県新潟市出身。

## 略歴[2]
- 1931年 - 出生
- 1954年 - 中央大学法学部卒業[1]
- 1959年 - 弁護士登録[1]
- 1973年5月 - 2019年10月 - 新潟明訓高等学校理事長
- 1976年4月 - 1977年3月 - 新潟県弁護士会会長